# Vallea stipularis
Vallea stipularis är en tvåhjärtbladig växtart som beskrevs av José Celestino Bruno Mutis och Carl von Linné d.y.. Vallea stipularis ingår i släktet Vallea och familjen Elaeocarpaceae. Inga underarter finns listade i Catalogue of Life.